# Dicasterie voor de Oosterse Kerken

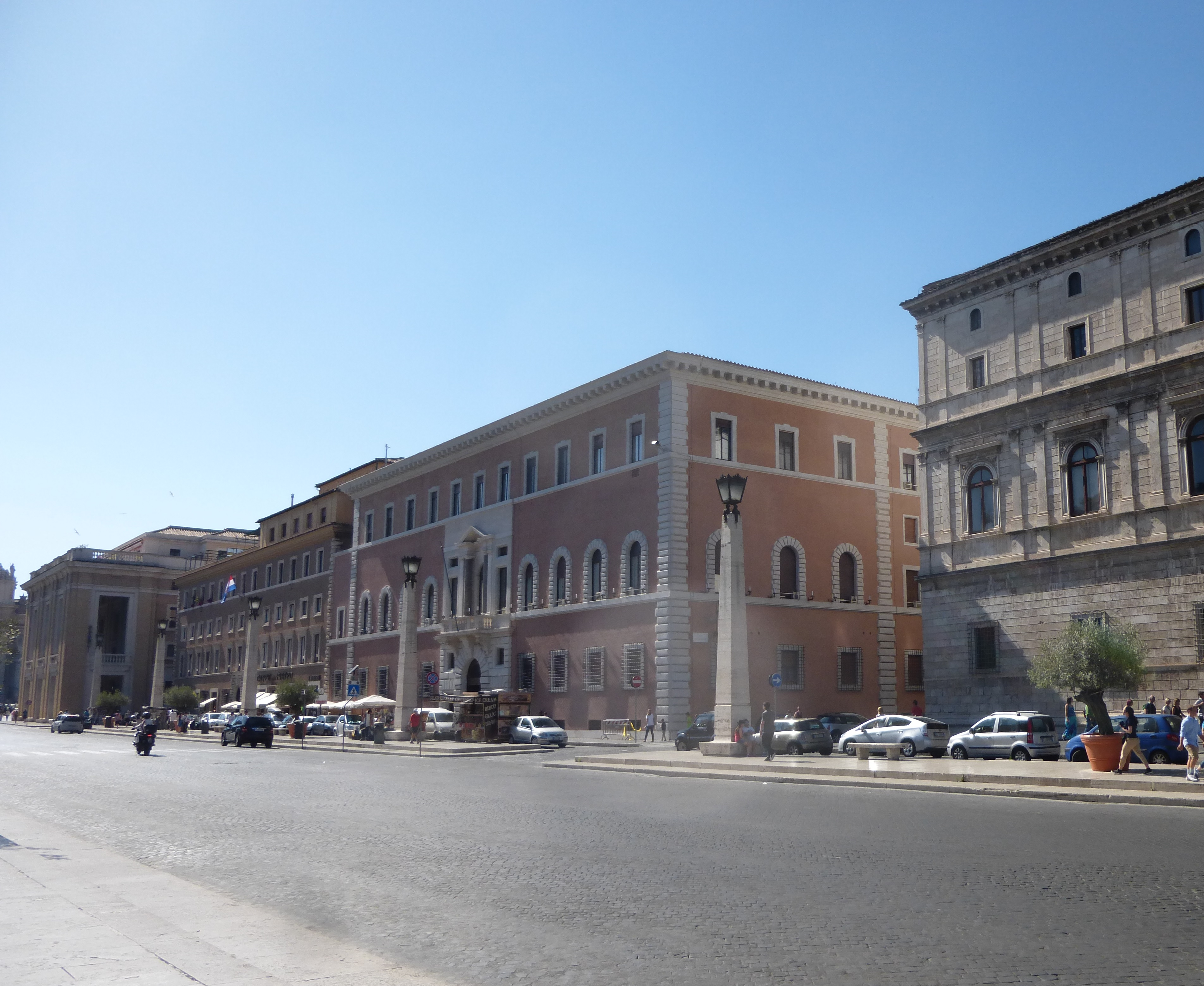
Palazzo dei Convertendi

Het Dicasterie voor de Bisschoppen is een orgaan van de Romeinse Curie.
Het dicasterie werd ingesteld op 5 juni 2022 bij de inwerkingtreding van de apostolische constitutie Praedicate Evangelium. De op dezelfde datum opgeheven congregatie voor de Oosterse Kerken werd in dit dicasterie geïncorporeerd.
Het dicasterie is gehuisvest in het Palazzo dei Convertendi.
Aan het hoofd van het dicasterie staat een prefect. Sinds 21 november 2022 wordt deze functie vervuld door Claudio Gugerotti. 